# Richmond, Kentucky
Richmond là một thành phố quận lỵ quận Madison 6, bang Kentucky, Hoa Kỳ. Thành phố được đặt tên theo Richmond, Virginia. Thành phố có Đại học Đông Kentucky. Thành phố có diện tích km2, dân số theo năm 2010 là 31.364 người. Đây là thành phố lớn thứ 7 trong bang Kentucky (sau Louisville, Lexington, Bowling Green, Owensboro, Covington, và Hopkinsville) và là thành phố lớn thứ nhì trong vùng Bluegrass (sau Lexington).